# Crapoulet Records
Crapoulet Records ist ein französisches Musiklabel. 1998 gegründet unter dem Namen Rudeboi! Records, hat sich das Label auf die Musikgenres Punk und Hardcore spezialisiert. Der Claim des Labels ist „Le label des mecs cools“, auf Deutsch etwa Das Label der coolen Jungs.

## Geschichte
Gründer Olivier Crapoulet war in den 1990er-Jahren Herausgeber des in Paris beheimateten Rudeboi!-Fanzines. Im Februar 1998 trat das Kleinstlabel Rural Muzik aus dem westfranzösischen Guichen an ihn heran mit der Bitte, bei der Produktion einer Single der Ska-Punk-Band Skadichats zu unterstützen. Crapoulet gründete dafür das Label Rudeboi! Records. Es folgten etwa 20 Veröffentlichungen vorwiegend der Genres Oi! und Punk. 2006 wurde das Label in Crapoulet Records umbenannt. Namensgebend war ein Reporter namens Crapoulet, der Olivier Crapoulet zum Thema Fußball interviewt hatte. Stilistisch ging die Umbenennung einher mit einer Fokussierung auf Bands der Musikgenres Punk und Hardcore. Crapoulet setzte bei der Gestaltung von Plattencovern, aber auch der Corporate Identity oft als „niedlich“ empfundene Elemente wie Tierbilder und die Farbe Pink ein, um der „düsteren Symbolik des Punk“ etwas entgegenzusetzen.
2011 zog Crapoulet und damit auch das Label nach Marseille. 2015 und 2016 veranstaltete das Label mit dem Crapoufest in Marseille ein eigenes Musikfestival.
Es gibt zwei Sublabels: Ar C'hrapoulek mit Sitz in Brest und Der Crapület in Deutschland. Stand 2021 hat das Label über 250 Tonträger veröffentlicht. Die Rechte an der Musik verbleiben bei den Bands, die als Erlös 20 % der gepressten Tonträger für den Weiterverkauf auf eigene Rechnung erhalten. Das Label beschäftigt freiberufliche Headhunter, die die Labelbetreiber auf vielversprechende Bands insbesondere im Ausland aufmerksam machen.

## Künstler (Auszug)
Crapoulet Records veröffentlichte unter anderem Tonträger folgender Künstler:
- Asunto Pendiente (Uruguay)
- Bandana Revenge (Brasilien)
- Bernays Propaganda (Mazedonien)
- Burning Heads (Frankreich)
- Common Enemy (USA)
- Demokhratia (Algerien)
- Diferent! (Argentinien)
- D.F.C. (Brasilien)
- Everybody’s Enemy (Japan)
- Fan Zui Xiang Fa (China)
- FPO (Mazedonien)
- Government Issue (USA)
- Irritones (Frankreich)
- Jodie Faster (Frankreich)
- Los Caídos (Argentinien)
- Los Verrugas (Peru)
- Mondo Gecko (Israel)
- Obsesif Kompulsif (Indonesien)
- Quartier Libre (Frankreich)
- Reproach (Belgien)
- Rough Kids (USA)
- Setiembreonce (Uruguay)
- Skarface (Frankreich)
- Stolen Lives (Tschechien)
- Take It Back (Indonesien)
- Tekken (Frankreich)
- The Balls of Justice (Russland)
- The Hatepinks (Frankreich)
- Tropiezo (Puerto Rico)
- Turn Back Time (Italien)
- Unlogistic (Frankreich)
- Warrior Kids (Frankreich)
- Weot Skam (Malaysia)
- Young and Dangerous (Malaysia)